# 安东尼奥·斯帕利诺
安东尼奥·斯帕利诺（義大利語：Antonio Spallino，1925年4月1日—2017年9月27日），意大利男子击剑运动员。他曾获得1952年夏季奥运会男子花剑团体银牌，1956年夏季奥运会男子花剑团体金牌、男子花剑个人铜牌。
1970年到1985年，他担任了科莫市长。